# Amphitecna molinae
Amphitecna molinae là một loài thực vật]] thuộc họ Bignoniaceae. Loài này có ở El Salvador, Honduras, và Nicaragua.